# Lumbo
Lumbo és un petit centre pesquer de Moçambic, situat a la província de Nampula, junt al Canal de Moçambic. Es troba en una badia en la part més estreta del Canal de Moçambic. La seva economia es basa en la pesca, així com en la exportació d'anacards i fusta, així com del turisme, gràcies en part a la declaració de la Unesco com Patrimoni de la Humanitat de l'Illa de Moçambic, que es troba davant del port de Lumbo i des del qual surt el pont que uneix l'illa a terra. Lumbo podria ser considerada per tant la part continental de la històrica colònia portuguesa. Disposa de l'aeroport de Lumbo.